# Antillochernes muchmorei
Espèce
Synonymes
- Parachernes muchmorei Dumitresco & Orghidan, 1977

Antillochernes muchmorei est une espèce de pseudoscorpions de la famille des Chernetidae.

## Distribution
Cette espèce est endémique de la province de Holguín à Cuba. Elle se rencontre vers le río Cacoyugüín.

## Étymologie
Cette espèce est nommée en l'honneur de William B. Muchmore.

## Publication originale
- Dumitresco & Orghidan, 1977 : Pseudoscorpions de Cuba. Résultats des Expéditions Biospéologiques Cubano-Roumaines à Cuba, Institut de Speologie Emil Racovitza, vol. 2, p. 99-124.